# John Earp
John Earp (Q1 1860 – không rõ) là một cầu thủ bóng đá người Anh thi đấu ở vị trí tiền đạo. Sinh ra ở Newport, Shropshire, ông từng thi đấu cho Newton Heath (hiện tại là Manchester United) từ năm 1885 đến năm 1888. Ngoài 1 lần ra sân ở Cúp FA trước Fleetwood Rangers vào tháng 10 năm 1886, ông cũng ra sân 10 trận ở Manchester Senior Cup, ghi một bàn thắng. Ông thi đấu vị trí outside right trước Fleetwood Rangers, nhưng cũng có thể thi đấu ở vị trí tiền đạo tầm xa, tiền đạo trung tâm hoặc ở vị trí wing half.